# Prasinocyma bicornuta
Prasinocyma bicornuta là một loài bướm đêm trong họ Geometridae.